# متلازمة كليبل فيل
متلازمة كليبل فيل (بالإنجليزية: Klippel–Feil syndrome)‏ هو مرض نادر تم وصفه لأول مرة في عام 1912 من قبل العالمين موريس كليبل وآندري فيل من فرنسا. يتَّصف بالتصاق أي فقرتين من الفقرات العنقية السبع عند الإنسان. تحدث المتلازمة في مجموعات متباينة من الناس كلها تتشابه في التصاق الفقرات أو عدم انتظام هيئة العمود الفقري عند منطقة الفقرات العنقية كما وتعرف هذه المتلازمة على أنها قصر في الرقبة. إنَّ الذين يعانون من المتلازمة يكون خط الشعر لديهم منخفض جدا كما تكون قدرتهم على تحريك الرقبة محدودة. وفي عام 1919 أضاف العالم آندري فيل في رسالته الدكتوراة، تصنيف آخر للمتلازمة يشمل ليس فقط تشوه الفقرات العنقية بل أيضا تشوه الفقرات الصدرية والقطنية.
وفي يومنا هذا يعتبر أي التصاق في فقرتين هو أحد مؤشرات وجود متلازمة كليبيل فيل.

## الأعراض والعلامات
مع وجود هذه المتلازمة يوجد الكثير من الاضطرابات والاختلالات في أعضاء وأجهزة الجسم الأخرى. وبناء على ذلك فإنَّ المدى الواسع لهذه المتلازمة يتطلب وصف دقيق لحالة المرضى وعلاجات مختلفة تبدأ بتعديل ممارسة النشاطات اليومية للمريض وحتى عمليات جراحية شاملة للنخاع الشوكي.
علاوة على ذلك فإنَّه من الصعب تحديد ما إن كانت هذه المتلازمة هي مرض نادر أو أنَّها جزء من سلسلة اختلالات العمود الفقري. وعادةً ما يتمُّ تشخيص هذه المتلازمة بعد الولادة.
أكثر الأعراض التي تظهر على المرضى:
قصر في الرقبة ويكون مستوى خط نهاية الشعر عند الرأس من الخلف منخفض وحركة الجزء العلوي من العمود الفقري محدودة.
الاضطرابات التي ترافق المتلازمة قد تشمل:
1. انحراف العمود الفقري [5] أو جنف العمود الفقري بحيث يظهر أحيانا على شكل حرف "C" أو "S".
2. السنسنة المشقوقة وهي عيب خلقي ناتج عن عدم اكتمال انغلاق القناة الشوكية مع العمود الفقري بشكل كامل أثناء الولادة.
3. مشاكل في الكليتين والأضلاع
4. الحنك المشقوق[5] (وجود فتحة في سقف الفم).
5. مشاكل الجهاز التنفسي
6. تشوُّهات في القلب[5]
7. قصر القامة
8. متلازمة دويين Duane syndrome
9. نحو35.% من المرضى الذين يعانون من متلازمة كلييل فيل يكون لديهم أيضاً ارتفاع خلقي في لوح عظم الكتف[6]

وقد ترافق هذه المتلازمة مشاكل أو شذوذ في تكون الرأس والوجه والهيكل العظمي والأعضاء التناسلية والعضلات والدماغ والحبل الشوكي والذراعين والقدمين والأصابع وعيوب في القلب.
عادةً ما تؤدِّي العيوب في القلب إلى قصر مدة الحياة المتوقعة لتصل إلى 35-45 سنة بين الذكور ومن 40-50 بين الإناث ويشابه هذا الخلل فشل القلب في حالات العملقة.
في عام 2011 تم نشر دراسة حددت ظهور الأعراض لدى 100 مريض 

## مدى الانتشار
لم يتم تحديد مدى الانتشار بشكل دقيق حتى الآن بسبب عدم وجود دراسة تحدد مدى انتشار هذه المتلازمة.
رغم عدم معرفة ظهور هذه المتلازمة بشكل فعلي إلَّا أنَّه تم تقدير وجود حالة واحدة من متلازمة كليبيل فيل من بين كل 40000 إلى 42000 مولود في العالم. كما ويبدو أنَّ عدد الإناث المصابات هو أكثر من الذكور بشكل طفيف.

## التصنيف
في عام 1912، أعطى كل من موريس كليبل وأندريه فييل بشكل مستقل الصفات الأولى لمتلازمة كليبل-فييل.
وصفوا المرضى الذين لديهم عنق قصيرة ومكففة وانخفاض نطاق الحركة (ROM) في العمود الفقري العنقي وحد منخفض لمستوى الشعر. وقد صنف فييل المتلازمة تبعاً لذلك إلى 3 فئات:
-النوع الأول، اندماج الفقرات العنقية الثانية والثالثة مع وجود مشاكل في الفقرة العنقية الأولى.كما وتم وصف العديد من المضاعفات في عام 1953 من قبل مكري McRae تتمثل في أنَّ عمليات انثناء العنق وارجاعه تتركز في الفقرتين العنقية الأولى والثانية. ومع التقدم بالعمر يمكن أنْ تصبح الفقرات مسننة بسبب احتكاكها المستمر ممَّا يؤدي إلى تضيق الحبل الشوكي والضغط على جذع الدماغ.
-النوع الثاني، التصاق طويل تحت الفقرة العنقية الثانية مع وجود خلل في منطقة التقاء الفقرات العنقية مع الجمجمة. يشبه في طبيعته النوع الأول إلَّا أنَّه يمكن النظر إليه على أنَّ هذا النوع مختلف تفصيلا. القدرة على تحريك الرأس تتركز في منطقة الفقرة العنقية الأولى مما يجعل حالة المريض تتدهور مع تقدم السن ولا تتحمله. الفرق بين المرضى اللذين لديهم التصاق طويل وتكون الفقرتين الأولى والثانية طبيعية هي أنَّ من يعانون من التصاق الفقرتين الأولى والثانية تكون مدة حياتهم المتوقعة طبيعية.
-النوع الثالث، وجود فتحة بين فقرتين عنقيتين ملتحمتين بحيث تتركز حركة العمود الفقري العنقي حول الفتحة. وفرط الحركة هذه قد تؤدي إلى عدم الاستقرار أو هشاشة العظام التنكسية. ويمكن التعرف على هذا النمط في كثير من الأحيان بالنظر إلى العمود الفقري العنقي حيث يكون في زاوية أو المفصلي في هذا الجزء المفتوح.
تم اقتراح خطة لتصنيف متلازمة كليبل-فييل في عام 1919 من قبل اندريه فيل، والتي تمثلت في تشوهات العمود الفقري العنقي والصدري والقطني.
ومع ذلك في الآونة الأخيرة اقترح دينو سامارتززDino Samartzis وزملاؤه وفي عام 2006 ثلاثة أنواع من التصنيفات والتي تناولت تصنيف أنواع على وجه التحديد، وهي شذوذ العمود الفقري العنقي وما يرتبط بها من الأعراض المرتبطة بالعمود الفقري العنقي؛ مع إضافة تفصيل عوامل مختلفة تعتمد على الوقت بشأن هذه المتلازمة.

## العلاج
إنَّ متلازمة كليبيل-فيل عرضيَّة وقد تشمل عملية جراحية للتخفيف من عدم استقرار وتضييق الحبل الشوكي للمنطقة العنقية (العنق) أو منطقة العنق التي تصل بالدماغ ولتصحيح الجنف (ميلان/انحراف في العمود الفقري).
إن فشلت العلاجات غير الجراحية فإنَّ جراحة العمود الفقري تُعدُّ إغاثةً للمريض. إنَّ مرض النخاع الشوكي والجنف هي مثالين لأعراض مشتركة ترتبط بمتلازمة كليبيل فيل، ويمكن علاجها جراحياً.
إنَّ الفئات الثلاث التي يتم علاجها بسبب قصور في النخاع الشوكي هي التصاق الفقرات العنقية (النوع الأول)، والتصاق 1 أو 2 من فقرات العمود الفقري (النوع الثاني)، ووجود حالات شاذة في العمود الفقري الصدري والقطني ذات العلاقة بالنوع الأوَّل أو الثاني لمتلازمة كليبل فيل (النوع الثالث).
يمكن علاج مرض النخاع الشوكي عن طريق رأب المفصل باستخدام جهاز Bryan cervical disc prosthesis من أجل إضافة فقرة عنقية اصطناعية.
يتم اللجوء إلى الجراحة لتزيد من حركة الفقرات ولتخفيف مستوى تطور المرض.
نوع آخر من أنواع عمليات رأب المفصل والتي أصبحت خياراً بديلاً لالتصاق العمود الفقري هي عملية استبدال الفقرات بالكامل Total Disc Replacement .
والهدف منها تخفيف الألم. التصاق العمود الفقري يستخدم عادة لتصحيح أو تعديل القصور في الحبل الشوكي مثل الجنف. إنَّ عملية إيثاق المفصل هي الملجأ الأخير من طرق تسكين الألم، وعادة يتم اللجوء إليها عندما تفشل عمليات رأب المفاصل أو الفقرات.

### التنبُّؤ بالإصابة
إنَّ تباين أعراض متلازمة كليبيل فيل جعلت من أمر تشخيص المصابين بها أو التنبؤ بالمرض أمراً صعباً. ولهذا السبب فإنَّ أمر اكتشاف أصل المرض وأسبابه كان أمراً صعبا أيضاً.
إنَّ تشخيص المرض بالمتلازمة هو أمر جيد لتتم معالجتها بشكل مبكّر وبالشكل الصحيح.
يجب على المرضى الابتعاد عن أيَّة أنشطة تؤذي منطقة العنق أو تجهدها حيث أن ذلك قد يسبب ببقاء المتلازمة. كما ويجب معالجة الأمراض التي تصاحب هذه المتلازمة بشكل دائم لأنَّه قد تكون مميتة إنْ لم تُعالج أو تم تشخيصها بمرحلة متأخرة بحيث يصعب علاجها.

## علم الجينات
لقدد حدَّد علم الجينات الجين المسؤول الذي يسبب متلازمة كليبيل فيل كما وتساهم الطفرات في كل من جينييGDF6,GDF3 في حدوث المتلازمة مع أنَّ هناك أشخاص مصابون بالمتلازمة ولم يسجلو أيَّة طفرات في جيني GDF6,GDF3. إنَّ الوظيفية الأساسية لجينيGDF6,GDF3 هي مساعدة الجسم على تنظيم تصنيع البروتينات اللازمة للنُّمو وبناء العظام والغضاريف. هذه البرويتنات تلعب دوراً هامَّاً في تنظيم النمو في المراحل الجنينية وحتى عند البالغين. الجين GDF6 مسؤول بالتحديد عن تصنيع أو بناء عظام الفقرات وحدود بين العظام في أثناء النمو، أمّا الجين GDF3 فإنَّه مسؤول عن نمو العظام والغضاريف وليس تكوينها. وبناء على ذلك فإنَّ الطفرات في هذه الجينات تؤدي إلى اختلاتٍ في وظيفة البروتينات وعملها وعلى أيَّة حال فإن آلية حدوث الاختلال غير واضحة لهذا اليوم. بعد إجراء تجارب على الفئران وإلغاء جينGDF6 لوحظ وجود التصاقات في العظام.
أمَّا الطفرات فيمكن حدوثها على شكلين:
-وراثة سائدة بحيث يكون خلل واحد في الجينات من جهة أحد الأبوين كافياً لأن يسبِّب المرض.
- وراثة على شكل صفة متنحية؛ يتطلب حدوث طفرة جينية عند كلا الأبوين والتقائهما كي يصاب الطفل بالمتلازمة.
- هناك بعض الطرق الأخرى مثل متلازمة تقطع الفقرات.

## حالات مميزة من المتلازمة
تم اكتشاف حالة طفل في سويسرا في مقبرة عمرها ما بين 4500 و 4000 قبل الميلاد.
في عام 2009 وجد علماء الآثار في موقع العصر الحجري الحديث في مجتمع Da Būt Culture في شمال فيتنام بقايا شاب في سن 25 عاماً «الدفن 9» واكتشفوا أنَّ متلازمة كليبل-فايل كانت موجودة بين عامي 2000 قبل الميلاد و 1500 قبل الميلاد. وعلى ما يبدو انهم وجدوا أنَّ المريض قد عاش ما لا يقل عن عشر سنوات قبل وفاته.
ويعتقد البعض أنَّ سلالة الفرعون المصري ال 18 توت عنخ آمون كان يعاني من متلازمة كليبل-فيل، إلَّا أنَّ هنالك آخرين يشكِّكون في هذا الادعاء.
وأجدد حالة معروفة الآن هي للاعب الكريكيت الإنجليزي جلادستون سمال Gladstone Small.